# Justinian Isham (2e baronnet)
Justinian Isham, 2e baronnet (1610 - 2 mars 1675) est un érudit et homme politique anglais. Il est également membre du Parlement et ancien membre de la Royal Society.

## Biographie
Il est admis au Christ's College de Cambridge le 18 avril 1627. Il est un homme de culture, constituant une bibliothèque à Lamport Hall, dans le Northamptonshire. Brian Duppa est son correspondant fréquent; et il reste en contact avec Seth Ward à Oxford. Il est un patron d'Alexander Ross,.
Les prêts accordés au roi ainsi que les amendes infligées au Parlement ont gravement appauvri la famille d’Isham. En 1651, Justinian devient baronnet. Il est emprisonné pendant une courte période en 1649, en tant que délinquant, et il est alors obligé de composer pour le domaine de Shangton dans le Leicestershire. Après la restauration, il est élu député du Northamptonshire au Parlement, qui se réunit en 1661. Gilbert Clerke lui consacre une œuvre de philosophie naturelle datant de 1662. Avec Henry Power, il est élu à la Royal Society, peu après l'entrée en vigueur de sa charte de 1663 .
Il meurt à Oxford le 2 mars 1675. Il est enterré dans le cimetière familial situé au nord du chœur de l'église de Lamport, où une inscription en latin rappelle sa mémoire.

## Famille
Il est fils unique de John Isham (en) (1582-1651) et de son épouse Judith, fille de William Lewin, de Otterden, dans le Kent. Lors de son baptême le 3 février 1610, il prend son prénom du frère de sa mère, Justinian Lewin, Elizabeth Isham (en), connue pour son autobiographie, est sa sœur .
Il épouse le 16 novembre 1634 Jane, fille aînée de John Garrard, baronnet de Lamer, Hertfordshire; mais sa femme meurt en couches le 4 mars 1638. Il a trois filles de sa première épouse: Elizabeth (décédée en 1734), mariée à Nicholas L'Estrange de Hunstanton, Norfolk, deuxième baronnet et neveu de Roger L'Estrange ; Judith, décédée non mariée et inhumée à l'abbaye de Westminster le 22 mai 1679; et Susanna, mariée le 4 mai 1656 à Nicholas Carew.
Veuf, Isham fait alors la cour à Dorothy Osborne; mais elle le trouve pompeux.
Il épouse en 1653, Vere, fille de Thomas, Lord Leigh de Stoneleigh, et de Mary, fille de Thomas Egerton (1er vicomte Brackley). Ils ont quatre enfants : Thomas Isham (3e baronnet); Justinian Isham (4e baronnet) (décédé en 1730); Mary (décédée en 1679), qui épouse Marmaduke Dayrell de Castle Camps, dans le Cambridgeshire; et Vere, un jeune mathématicien érudit décédé en 1674, âgé de 19 ans.